# Cançoneret de Ripoll
|  | No s'ha de confondre amb Cançoner de Ripoll. |

El Cançoneret de Ripoll (en llatí: Carmina Riuipullensa), és un breu cançoner en català i occità datat a mitjans del segle xiv, en tot cas després del 1346, quan Pere III el Cerimoniós organitzà una trobada poètica, la qual és esmentada en el mateix cançoner. Influït per Cerverí de Girona, el Cançoner i el moviment que el va inspirar es consideren elements de transició entre l'època dels trobadors i la nova lírica que representa Ausiàs March. Actualment, el Cançoneret de Ripoll es troba a l'Arxiu de la Corona d'Aragó (manuscrit 129 de Ripoll).

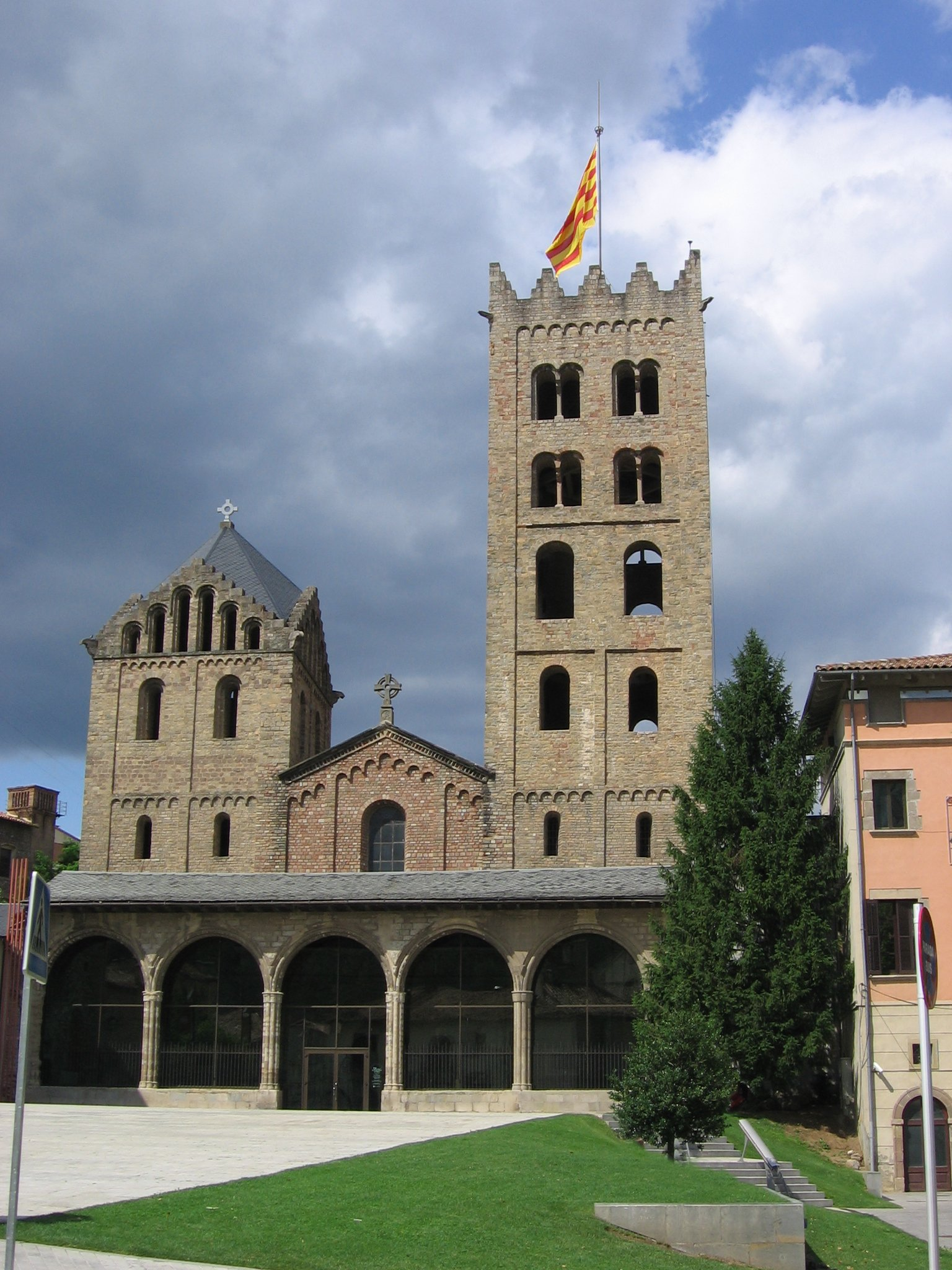
El Monestir de Ripoll, en l'actualitat

L'origen del manuscrit ha estat controvertit. Un argument a favor de la seva procedència de la mateixa comunitat monàstica de Ripoll, on el manuscrit fou el registre més antic de la seva biblioteca abans de ser traslladat a Barcelona, inclou l'ús del llatí encapçalant la introducció d'alguns poemes i l'abundància d'autors eclesiàstics citats. Per una altra part, alguns historiadors de la literatura, com ara Martí de Riquer, han apuntat un origen "aristocràtic" o "cortesà", basant-se en les referències a Pere, comte de Ribagorça, a persones i indrets del Comtat del Rosselló i al Rei de Mallorca i a l'evidència de la influència goliarda.
El Cançoneret conté una versió de les Regles de trobar de Jofre de Foixà, amb una continuació anònima sense títol, que s'hi relaciona sobretot en el gènere i la forma poètics. Divuit poemes sencers i un fragment conformen la part gramatical de l'obra. Tots els poetes citats són catalans, però només cinc o sis són anomenats pel seu nom. La classificació genèrica del Cançoneret el situaria junt amb la Doctrina de compondre dictats, possiblement obra de Raimon Vidal i entre les produccions del Consistori de la subregaya companhia del Gai Saber, com ara l'obra Leys d'amors.
Hom reconeix al Cançoneret els següents gèneres: la cançó, el tençó, el sirventès, les cobles d'acuyndamens, les cobles de qüestions, el vers, la dansa, la desdansa i la viadera. El Cançoneret confirma que el vers fou simplement una cançó de matèria tota moral i que la viadera va ser la pus jusana spècies qui és en los cantàs (el més humil gènere de cançó que hi ha). La distinció entre les cobles, amb canvis d'estrofa entre els trobadors, com ara les d'acuyndamens i les de qüestions és única al Cançoneret. Les Cobles d'acuyndamens trenquen lligams de vassallatge, d'amor o de fidelitat.
Entre els trobadors citats a l'obra hi ha Guillem de Cabestany, Raimbaut de Vaqueiras, Arnaut Daniel, Pèire Cardenal i Folquet de Marsella (encara que la referència és errònia, el poeta podria ser Pons Fabre d'Uzès). Entre els anomenats "poetes catalans" dels quals s'han preservat algunes peces, hi ha Dalmau de Castellnou, Pere Alamany, i el Capellà de Bolquera. L'encapçalament d'una altra peça de Pere de Vilademany, De l'ordre suy de noble infant En Pedro, també és esmentat a l'obra. Hi ha així mateix diversos autors no identificables de peces del Cançoneret: un "poeta anònim", un "frare", "dos frares", una "monja", un "frayr'Uguó, prior", un "Francesc", i un "arxipreste".